# Gunnar
Gunnar ist ein männlicher Vorname.

## Herkunft und Bedeutung
Gunnar ist ein nordischer Name. Er leitet sich aus dem altnordischen Namen Gunnarr ab, der sich aus den Bestandteilen gunnr (Krieg) und arr (Kämpfer) zusammensetzt. Man kann die zweite Silbe auch als Abschwächung von nor (Norden) auffassen, damit wäre Gunnar der Krieger aus dem Norden.
In Island war er 2012 der vierthäufigste Name nach Jón, Sigurður und Guðmundur, aber noch vor Ólafur.

## Varianten
- Gunner
- Gunar
- Gunārs

Abgeleitete Familiennamen sind, der nordischen Namensitte folgend:
- Gunnarsen
- Gunnarsson
- Gunnarsdóttir

## Namenstage
Siehe Gunther (Vorname)#Namenstage

## Namensträger

### Gunnar
- Gunnar Alksnis (1931–2011), lettisch-amerikanischer Historiker und Theologe
- Gunnar Andersen (Sportler, 1890), norwegischer Fußballspieler und Skispringer
- Gunnar Andersen (Sportler, 1909) (1909–1988), norwegischer Skispringer
- Gunnar Asplund (1885–1940), schwedischer Architekt
- Gunnar Bärlund (1911–1982), finnischer Boxer
- Gunnar Benediktsson (1892–1981), isländischer Schriftsteller und Politiker
- Gunnar Berg (Maler) (1863–1893), norwegischer Maler
- Gunnar Berg (Physiker) (* 1940), deutscher Physiker
- Gunnar Berge (* 1940), norwegischer Politiker
- Gunnar Birkerts (1925–2017), lettisch-amerikanischer Architekt
- Gunnar Björling (1887–1960), finnischer Lyriker
- Gunnar Björnstrand (1909–1986), schwedischer Schauspieler
- Gunnar Bråthen (1896–1980), norwegischer Politiker
- Gunnar Cynybulk (* 1970), deutscher Verleger und Schriftsteller
- Gunnar Ekelöf (1907–1968), schwedischer Schriftsteller
- Gunnar Fehlau (* 1973), deutscher Fachjournalist und Buchautor
- Gunnar Fischer (1910–2011), schwedischer Kameramann
- Gunnar de Frumerie (1908–1987), finnischer Pianist und Komponist
- Gunnar Graarud (Politiker) (1857–1932), norwegischer Arzt und Politiker
- Gunnar Graarud (Sänger) (1886–1960), norwegischer Opernsänger (Tenor) und Hochschullehrer
- Gunnar Graewert (* 1974), deutscher Musiker, Songwriter und Produzent
- Gunnar Gren (1920–1991), schwedischer Fußballnationalspieler
- Gunnar Gunnarsson (1889–1975), isländischer Schriftsteller
- Gunnar Halle (* 1965), norwegischer Fußballspieler und -trainer
- Gunnar Hansen (1947–2015), isländischer Schauspieler und Autor
- Gunnar Heinsohn (1943–2023), deutscher Soziologe, Ökonom, Zivilisationstheoretiker und Publizist
- Gunnar Höckert (1910–1940), finnischer Leichtathlet
- Gunnar Jarring (1907–2002), schwedischer Diplomat und Turkologe
- Gunnar Johansson (Fußballspieler) (1924–2003), schwedischer Fußballspieler und -trainer
- Gunnar Steinn Jónsson (* 1987), isländischer Handballspieler
- Gunnar Kalén (1901–1934), schwedischer Motorradrennfahrer
- Gunnar Knudsen (1848–1928), norwegischer Politiker
- Gunnar Konsmo (1922–1996), norwegischer Eisschnellläufer
- Gunnar Kunz (* 1961), deutscher Schriftsteller und Illustrator
- Gunnar Lagergren (1912–2008), schwedischer Jurist
- Gunnar Landtman (1878–1940), finnischer Ethnologe, Philosoph, Soziologe und Anthropologe
- Gunnar Lindemann (* 1970), deutscher Politiker
- Gunnar Lott (* 1969), deutscher Journalist
- Gunnar Madsen, US-amerikanischer Komponist und Singer-Songwriter
- Gunnar Möller (1928–2017), deutscher Schauspieler
- Gunnar Myrdal (1898–1987), schwedischer Ökonom
- Gunnar Nilsson (Boxer) (1923–2005), schwedischer Boxer
- Gunnar Nilsson (Rennfahrer) (1948–1978), schwedischer Autorennfahrer
- Gunnar Nixon (* 1993), US-amerikanischer Zehnkämpfer
- Gunnar Nordahl (1921–1995), schwedischer Fußballspieler und -trainer
- Gunnar Nordström (1881–1923), finnischer Physiker
- Gunnar Nyberg (1929–2007), schwedischer Jazzmusiker
- Gunnar Prokop (Handballtrainer) (* 1940), österreichischer Handballtrainer
- Gunnar Prokop (Handballspieler) (* 1997), österreichischer Handballspieler
- Gunnar Raade (* 1944), norwegischer Geologe, Mineraloge und Museumskurator
- Gunnar P. Rosendahl (1919–1996), dänischer Ingenieur und Manager
- Gunnar Rydberg (1900–1985), schwedischer Fußballnationalspieler
- Gunnar Sauer (* 1964), deutscher Fußballspieler
- Gunnar Solka (* 1970), deutscher Schauspieler
- Gunnar Sønsteby (1918–2012), norwegischer Widerstandskämpfer
- Gunnar F. H. Spellmeyer (* 1964), deutscher Designer und Professor für Industrial Design
- Gunnar Staalesen (* 1947), norwegischer Schriftsteller
- Gunnar Stabenow (* 1971), deutscher Fußballspieler
- Gunnar Stålsett (* 1935), norwegischer Theologe und Politiker
- Gunnar Thoroddsen (1910–1983), isländischer Politiker
- Gunnar Heiðar Þorvaldsson (* 1982), isländischer Fußballspieler
- Gunnar Uldall (1940–2017), deutscher Unternehmensberater und Politiker
- Gunnar Wennerberg (1817–1901), schwedischer Dichter, Komponist und Politiker

Als Zweitname:
- Jan Gunnar Solli (* 1981), norwegischer Fußballspieler
- Ole Gunnar Fidjestøl (* 1960), norwegischer Skispringer
- Ole Gunnar Solskjær (* 1973), norwegischer Fußballspieler und -trainer
- Pär-Gunnar Jönsson (* 1963), schwedischer Badmintonspieler

### Gunar
- Gunar Barthel (* 1954), deutscher Galerist
- Gunar Bretschneider (* 1974), deutscher Biathlet
- Gunar Hartling (1930–2005), Oberst des Ministeriums für Staatssicherheit (MfS) und von Leiter der Abteilung XIII (Zentrale Rechenstation)
- Gunar Kirchbach (* 1971), deutscher Kanute
- Gunar Ortlepp (1929–2011), deutscher Journalist, Übersetzer und Autor
- Gunar Schimrock (* 1959), deutscher Handballtorwart
- Gunar Senf (* 1951), deutscher Sportpädagoge und Hochschullehrer

### Gunārs
- Gunārs Bērziņš (1927–1999), lettischer Karikaturist
- Gunārs Lūsis (* 1950), lettischer Grafikdesigner und Künstler
- Gunārs Skvorcovs (* 1990), lettischer Eishockeyspieler

### Gunnar als Nachname
- Megan R. Gunnar (* 1951), US-amerikanische Entwicklungspsychologin

### Sagengestalt
- Gunnar von den Giukungen, König aus dem Lied über die Wölsungen (Edda)